# Guneku
Guneku est un village de la commune de Mbengwi dans le département de la Momo au Cameroun. C'est aussi le siège d'une chefferie traditionnelle de 2e degré.

## Géographie
Guneku est localisé à 6° 1' 45 N et 9° 58' 51 E,. Il a un climat tropical avec deux saisons principales ; les saisons sèches et pluvieuses. 

## Population et sociétés
Lors du dernier recensement de 2005, Guneku comptait 2 394 habitants. Une étude locale de 2011 a évalué la population à 4 752 personnes.
Guneku est l'une des 31 communautés qui composent le Meta partageant des frontières avec Mbemi, Nyen, Tugi, Zang-Tembeng, Oshie, Mundum et Bafut. Le Bantous et Bororo sont les deux tribus qui cohabitent au sein de la communauté. La communauté de Guneku est dirigée par une autorité traditionnelle, Fon Fomuki, qui est le dépositaire de la tradition. Au sein du village, il y a un conseil communautaire qui fait des lois qui sont utilisées pour gérer la communauté et le Fon fait respecter ces lois par la communauté. 
Les principales occupations des habitants sont l'agriculture de subsistance et l'élevage du bétail. Guneku a également des sites touristiques tels que les palais, grottes, montagnes, cascades et beaux paysages avec des collines et des vallées, de même que des rivières.

## Développement et infrastructures
Une association culturelle et de développement en abrégé GUDECA (Guneku Cultural & Development Association) est active dans le village. Elle supervise la conception, la planification et la mise en œuvre des projets communautaires. 
En termes d'infrastructure, Guneku dispose de quatre écoles primaires, une école secondaire et un centre de santé de l'église presbytérienne. 40 % de la communauté bénéficie de l'énergie électrique. Le village est relié au réseau de télécommunication avec MTN, Orange et CAMTEL qui sont leurs fournisseurs de services téléphoniques.